# Bruno Mauro
Bruno Mauro Nunes da Silva (Lisbona, 3 ottobre 1973) è un ex calciatore portoghese naturalizzato angolano, di ruolo attaccante.

## Carriera

### Club
Ha giocato tra la massima e la terza serie portoghese, nella terza serie greca e nella seconda serie cipriota.

### Nazionale
Tra il 2002 e il 2004, ha giocato 11 partite con la nazionale angolana, realizzandovi anche tre reti.